# Bisbat d'Aversa
El bisbat d'Aversa (italià: Diocesi di Aversa; llatí: Dioecesis Aversana) és una seu de l'Església catòlica, sufragània de l'arquebisbat de Nàpols, que pertany a la regió eclesiàstica Campània. El 2006 tenia 545.060 batejats d'un total de 560.626 habitants. Actualment està regida pel bisbe Angelo Spinillo.

## Territori
La diòcesi comprèn la ciutat d'Aversa i els municipis de Carinaro, Casal di Principe, Casaluce, Casapesenna, Cesa, Gricignano di Aversa, Frignano, Lusciano, Orta di Atella, Parete, San Cipriano d'Aversa, San Marcellino, Sant'Arpino, Succivo, Teverola, Trentola-Ducenta, Villa di Briano i Villa Literno a la província de Caserta; i de Caivano, Cardito, Casandrino, Crispano, Frattamaggiore, Frattaminore, Giugliano in Campania, Grumo Nevano, Qualiano, Sant'Antimo, a la ciutat metropolitana de Nàpols.
Limita amb el bisbat de Pozzuoli al sud-oest, amb l'arquebisbat de Nàpols al sud, amb el bisbat d'Acerra a l'est, amb l'arquebisbat de Càpua al nord-oest i amb el bisbat de Caserta al nord-est.
La seu episcopal és la ciutat d'Aversa, on es troba la catedral de Sant Pau Apòstol.
El territori està dividit en 94 parròquies.

## Història
La diòcesi va ser erigida en 1053 pel Papa Lleó IX, a petició dels governants normands. El territori es va substreure de les antigues seus d'Atella i de Liternum, al qual més tard es van incorporar parts dels territoris de les suprimides diòcesis de Cuma i de Miseno. El primer bisbe, Azzolino, va ser consagrat pel mateix Papa, que d'aquesta manera es reconeixia el fet del nou comtat d'Aversa i l'autoritat dels normands.
Atella va ser la primera seu antiga unida a la d'Aversa: de fet, els primers bisbes portaven tant els títols de bisbes d'Aversa o de nova Atella. Les altres seus es van unir sense que hi va haver un acte immediat i que es pugui datar amb precisió; curiosament, encara en el segles xiii i xiv els delmes es recollien d'acord amb la vella pertinença territorial de les esglésies (per exemple: in atellano diocesis aversane, o: en Cuma in cumano diocesis aversane).
En 1121, la diòcesi va obtenir del Papa Calixte II l'exempció de la jurisdicció metropolitana i es va convertir immediatament subjecta a la Santa Seu.
Molts bisbes d'Aversa eren també cardenals. Entre els prelats aversans es pot recordar d'una manera especial a: Giovanni Paolo Vassallo, que va renovar la vida litúrgica de la diòcesi mitjançant la impressió d'un breviari diocesà;Balduino de Balduinis, qui en 1566 va fundar el seminari diocesà, que després va ser traslladat a un nou edifici pel cardenal Innico Caracciolo; Pietro Orsini, que va celebrar el primer sínode diocesà.
El 1979 la diòcesi passà a formar part de la província eclesiàstica de l'arxidiòcesi de Nàpols.
Almenys quatre Papes han visitiat Aversa: Alexandre IV en 1255, Urbà VI en 1382, Benet XIII en 1727 i Joan Pau II el 1990.

## Cronologia episcopal
- Azzolino † (1053 - ?)
- Guitmondo I † (1056 - 1059)
- Goffredo, O.S.B. † (octubre de 1071 - finals de 1073)
- Guitmondo II † (1081 - 1089)
- Guitmondo III, O.S.B. † (1088 o 1090 - 1094 mort)
- Giovanni I † (1095 - 1102)
- Roberto I † (1104 - 1113)
- Roberto II † (1119 - 1132)
- Giovanni II † (1134 - 1140)
- Giovanni III † (1142 - 1152)
- Gualtiero † (1158 - finals de 1178)
- Falcone † (1180 - 1189 mort)
- Lamberto † (1192
- Giulio † (1189 - finals de 1191)
- Gentile † (1195 - 1217 mort)
- Basuino † (1217 - 1219 mort)
- Matteo † (1225 - 1226
- Giovanni Lamberti † (vers 1225 - finals de 1234)
- Federico † (citat el 1254)
- Simone Paltanieri † (17 de novembre de 1254 - 1256 renuncià)[2]
- Giovanni V † (citat el 1259)
- Fidenzo da Spoleto † (vers 1260 - 1276 mort)
- Adamo d'Amiens † (28 de desembre de 1276 - 1293)
- Landolfo Brancaccio † (1293 - 1297)
- Leonardo Patrasso † (17 de juny de 1297 - 20 de juliol de 1299 nomenat arquebisbe de Càpua)
- Pietro Turrite † (3 d'agosto de 1299 - 1309 mort)
- Pietro di Beauvais † (15 de març de 1309 - 1324 mort)
- Guglielmo, O.F.M. † (1 de juny de 1324 - 1326 mort)
- Raimondo di Mausac, O.F.M. † (21 de febrer de 1326 - 1336 mort)
- Bartolomeo I, O.S.B. † (17 de juliol de 1336 - 1341 mort)
- Giovanni di Bari † (17 de desembre de 1341 - 1357 mort)
- Angelo Ricasoli † (6 de març de 1357 - 19 de juny de 1370 nomenat bisbe de Florència)
- Poncello Orsini † (19 de juny de 1370 - 1378 renuncià)
  - Bartolomeo II † (5 de novembre de 1378 - 1380) (antibisbe)
- Nicola † (1378 o 1379 - ?)
  - Marino del Giudice † (13 de novembre de 1381 - de desembre de 1385 mort) (administrador apostòlic)
  - Erecco Brancaccio † (14 d'abril de 1386 - ?) (administrador apostòlic)
- Lorenzo di Napoli, O.E.S.A. † (inicis de 1416 - 1417 nomenat bisbe de Tricarico)
  - Rinaldo Brancaccio † (1418 - 27 de març de 1427 mort) (administrador apostòlic)
- Pietro Caracciolo † (30 de setembre de 1427 - 1430 mort)
- Giacomo Carafa della Spina † (16 de maig de 1430 - 1471 mort)
- Pietro Brandi † (13 de maig de 1471 - 1474 mort)
- Giovanni Paolo Vassallo † (10 de març de 1474 - 1500 mort)
  - Luigi d'Aragona † (10 de març de 1501 - 21 de maig de 1515 renuncià) (administrador apostòlic)
- Silvio Pandone † (21 de maig de 1515 - 8 de febrer de 1519 mort)
- Antonio Scaglione † (8 de febrer de 1519 - 1524 renuncià)
  - Ercole Gonzaga[3] † (1524 - 1524 renuncià) (administrador apostòlic)
- Antonio Scaglione † (1 de juliol de 1524 - 19 de desembre de 1528 mort) (per la seconda volta)
  - Pompeo Colonna † (20 d'abril de 1529 - 24 de setembre de 1529) (administrador apostòlic)
- Fabio Colonna † (24 de setembre de 1529 - 1554 mort)
- Balduino de Balduinis † (30 de març de 1554 - 18 d'abril de 1582 mort)
- Giorgio Manzolo † (16 de maig de 1582 - 3 de març de 1591 mort)
- Pietro Orsini † (5 d'abril de 1591 - 1598 mort)
- Bernardino Morra † (9 d'octubre de 1598 - 1605 mort)
- Filippo Spinelli † (6 de juny de 1605 - 25 de maig de 1616 mort)
- Carlo I Carafa † (19 de juliol de 1616 - d'abril de 1644 mort)
- Carlo II Carafa della Spina, C.R. † (13 de juliol de 1644 - 6 de juliol de 1665 renuncià)
- Paolo Carafa, C.R. † (6 de juliol de 1665 - 7 de maig de 1686 mort)
- Fortunato Ilario Carafa della Spina † (7 de juliol de 1687 - 16 de gener de 1697 mort)
- Innico Caracciolo † (25 de febrer de 1697 - 6 de setembre de 1730 mort)
- Giuseppe Firrao † (11 de desembre de 1730 - 26 de setembre de 1734 renuncià)
- Ercole Michele d'Aragona † (27 de setembre de 1734 - de juliol de 1735 mort)
- Filippo Niccolò Spinelli † (26 de setembre de 1735 - 20 de gener de 1761 mort)
- Giovanbattista Caracciolo † (16 de febrer de 1761 - 6 de gener de 1765 mort)
- Niccolò Borgia † (27 de març de 1765 - 6 d'abril de 1779 mort)
- Francesco Del Tufo, C.R. † (12 de juliol de 1779 - 15 de juny de 1803 mort)
- Gennaro Maria Guevara Suardo, O.S.B. † (29 d'octubre de 1804 - 3 d'agost de 1814 mort)
  - Sede vacante (1814-1818)
- Agostino Tommasi † (6 d'abril de 1818 - 9 de novembre de 1821 mort)
- Francesco Saverio Durini, O.S.B.Cel. † (17 de novembre de 1823 - 15 de gener de 1844 mort)
- Sisto Riario Sforza † (24 d'abril de 1845 - 24 de novembre de 1845 nomenat arquebisbe de Nàpols)
- Antonio Saverio De Luca † (24 de novembre de 1845 - 22 de desembre de 1853 nomenat arquebisbe titular de Tars)
- Domenico Zelo † (23 de març de 1855 - 11 d'octubre de 1885 mort)
- Carlo Caputo † (7 de juny de 1886 - 19 d'abril de 1897 renuncià)
- Francesco Vento † (19 d'abril de 1897 - 29 de setembre de 1910 mort)
- Settimio Caracciolo di Torchiarolo † (10 d'abril de 1911 - 23 de novembre de 1930 mort)
- Carmine Cesarano, C.SS.R. † (16 de desembre de 1931 - 22 de novembre de 1935 mort)
- Antonio Teutonico † (28 de juliol de 1936 - 31 de març de 1966) jubilat
- Antonio Cece † (31 de març de 1966 - 10 de juny de 1980 mort)
- Giovanni Gazza, S.X. † (24 de novembre de 1980 - 27 de març de 1993 renuncià)
- Lorenzo Chiarinelli (27 de març de 1993 - 30 de juny de 1997 nomenat bisbe de Viterbo)
- Mario Milano (28 de febrer de 1998 - 15 de gener de 2011 renuncià)
- Angelo Spinillo, des del 15 de gener de 2011

## Estadístiques
A finals del 2006, la diòcesi tenia 545.060 batejats sobre una població de 560.626 persones, equivalent al 97,2% del total.
| any  | població | població | població | sacerdots | sacerdots       | sacerdots       | sacerdots             | diaques | religiosos | religiosos | parroquies |
| ---- | -------- | -------- | -------- | --------- | --------------- | --------------- | --------------------- | ------- | ---------- | ---------- | ---------- |
| any  | batejats | total    | %        | total     | clergat secular | clergat regular | batejats por sacerdot | diaques | homes      | dones      |            |
| 1950 | 195.000  | 195.000  | 100,0    | 297       | 250             | 47              | 656                   |         | 46         | 46         | 66         |
| 1959 | 199.800  | 200.000  | 99,9     | 254       | 220             | 34              | 786                   |         | 72         | 350        | 70         |
| 1966 | 339.650  | 340.000  | 99,9     | 292       | 228             | 64              | 1.163                 |         | 52         | 533        | 73         |
| 1980 | 381.800  | 382.400  | 99,8     | 229       | 200             | 29              | 1.667                 |         | 39         | 350        | 77         |
| 1990 | 446.000  | 450.000  | 99,1     | 212       | 192             | 20              | 2.103                 | 4       | 37         | 422        | 96         |
| 1999 | 494.300  | 544.300  | 90,8     | 236       | 205             | 31              | 2.094                 | 14      | 70         | 561        | 94         |
| 2000 | 502.000  | 551.833  | 91,0     | 243       | 212             | 31              | 2.065                 | 14      | 70         | 566        | 96         |
| 2001 | 520.900  | 560.900  | 92,9     | 241       | 210             | 31              | 2.161                 | 19      | 71         | 566        | 96         |
| 2002 | 520.900  | 560.900  | 92,9     | 253       | 222             | 31              | 2.058                 | 19      | 51         | 566        | 94         |
| 2003 | 535.892  | 552.482  | 97,0     | 230       | 200             | 30              | 2.329                 | 18      | 46         | 332        | 94         |
| 2004 | 523.794  | 552.512  | 94,8     | 220       | 199             | 21              | 2.380                 | 18      | 28         | 356        | 94         |
| 2006 | 545.060  | 560.626  | 97,2     | 213       | 190             | 23              | 2.558                 | 18      | 36         | 420        | 94         |